# Elecciones presidenciales de Georgia de 2024
Las elecciones presidenciales de Georgia, fueron las elecciones para elegir al nuevo presidente del país, se celebraron el sábado 14 de diciembre. Tras las modificaciones a la constitución en 2017, esta fue la primera votación indirecta en la que el presidente se eligió a través de un Colegio de Electores de 300 miembros, en lugar de una votación directa.
Fueron las primeras elecciones en la historia de Georgia en tener un solo candidato en la boleta, una reducción drástica respecto a los 65 candidatos de las últimas elecciones presidenciales de 2018.El candidato del partido gobernante, Míjeil Kavelashvili, se adjudicó la victoria en las elecciones.
El proceso electoral estuvo marcado por el continuo boicot de los partidos opositores, las elecciones se llevaron a cabo en medio de una intensa jornada de protestas en contra del gobierno. Los resultados fueron rechazados por las coaliciones opositoras, la presidenta saliente Salomé Zurabichvili y los manifestantes proeuropeos. Esto ocasionó que ningún otro partido presentara un candidato aparte de Míjeil Kavelashvili, dejando al candidato oficialista como el único competidor en las elecciones.

## Antecedentes
A pesar de haber recibido el apoyo del partido gobernante, Sueño Georgiano, durante las elecciones presidenciales de 2018 y haberlas ganado posteriormente, la presidente saliente, Salomé Zurabichvili, se distanció del partido gobernante en los años siguientes, lo que llevó a un conflicto constitucional de la presidencia con el segundo gobierno de Garibashvili y el Parlamento. En al menos dos ocasiones, el Gobierno prohibió a la Presidenta viajar al extranjero, impidiéndole visitar Ucrania, Polonia, Alemania y Francia.
En marzo de 2023, el Gobierno anunció que presentaría dos demandas ante el Tribunal Constitucional contra la Presidente por su decisión de realizar una visita no autorizada a Bruselas y París y por su negativa a firmar decretos directos que designaban a los candidatos a embajadores nominados por el Gobierno, antes de desestimar las demandas varios meses después. Zurabichvili ha utilizado cada vez más su poder de veto contra el Parlamento, incluyendo el veto de proyectos de ley que modifican la composición del Banco Nacional de Georgia y amplían el alcance y los límites de tiempo para las investigaciones encubiertas, entre otros proyectos de ley,más notablemente el proyecto de ley sobre "agentes extranjeros".

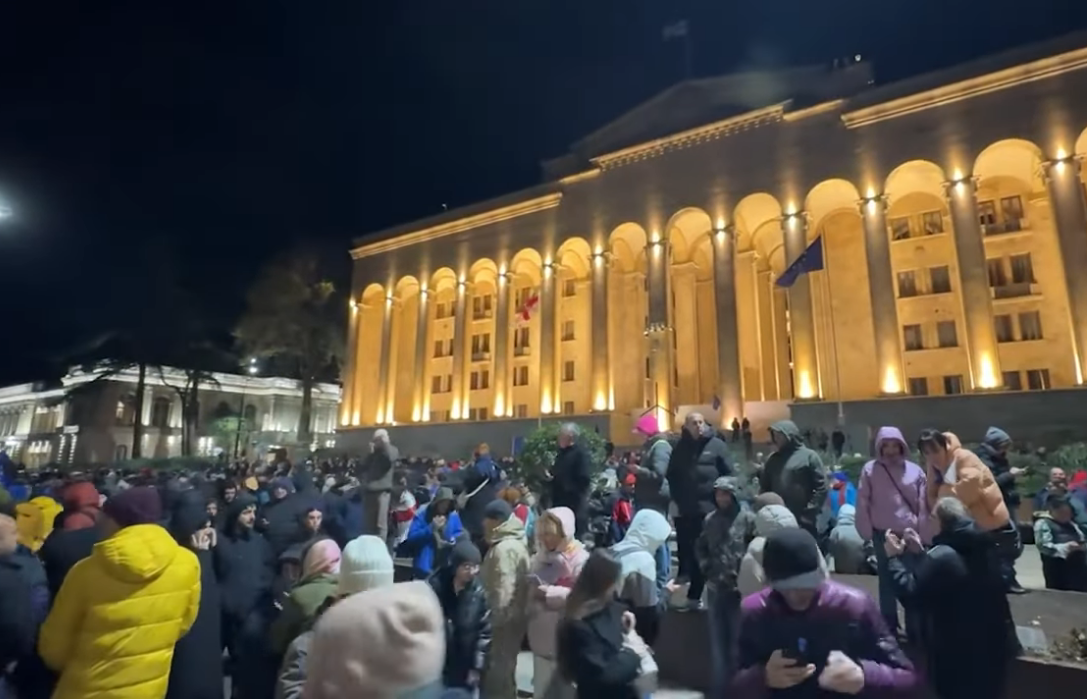
Protesta frente al parlamento en Tiflis, durante la noche del 2 de diciembre.

El 18 de octubre de 2023, Sueño Georgiano intentó destituir a Zourabichvili sin éxito, cuando el Parlamento no logró reunir los 100 votos necesarios para destituirla.
En octubre de 2024, el conflicto institucional alcanzó un nuevo nivel de tensión entre la Presidente y el Gobierno. La presidente calificó de «fraudulentas» las elecciones parlamentarias de 2024, en las que el oficialista, Sueño Georgiano, ganó con el 53% de los votos, tildando al parlamento recién elegido como «ilegítimo». Respaldo abiertamente las protestas de la oposición en contra de los resultados y afirmó su intención de no entregar su cargo el 29 de diciembre hasta que se celebren nuevas elecciones parlamentarias. En respuesta, el nuevo primer ministro, Irakli Kobajidze, declaró que la presidente se vería obligado a dimitir el día que expire su mandato.
El 13 de diciembre, a tan solo un día de las elecciones presidenciales, el secretario general de Poder Popular, Guram Macharashvili, anunció la decisión de su partido de abandonar la mayoría parlamentaría liderada por Sueño Georgiano, para pasar a la oposición y «sentar las bases de una oposición sana que se centre en el progreso del país y no en defender los intereses extranjeros». Durante la campaña electoral, Sueño Georgiano prometió depurar a la oposición prohibiendo «el UNM y sus satélites» con el fin de fomentar una «oposición sana».En una sección del parlamento, se aprobó con 85 votos a favor la revocación de la protección estatal que disfrutaba la presidente Zurabichvil, lo que implica la retirada del personal de seguridad que acompaña a la mandataria en todo momento.

## Candidaturas
El 27 de noviembre de 2024, el partido gobernante, Sueño Georgiano, eligió a Mikheil Kavelashvili, exfutbolista y confundador del partido Poder Popular, como su candidato presidencial a la contienda electoral.
Bidzina Ivanishvili, presidente honorario del partido, presentó personalmente a Kavelashvili como candidato, destacando su distinguida carrera. Ivanishvili destacó «los logros de Kavelashvili como futbolista que representó a Georgia con honor, jugando para el Dinamo Tiflis, el Alania Vladikavkaz, el Manchester City y en la Superliga de Suiza». También describió el hábito de Kavelashvili como «la personificación del hombre georgiano ideal, un patriota con principios, un esposo devoto y un orgulloso padre de cuatro hijos».
Kavelashvili carece de un título de educación superior, lo que le impidió postularse para la presidencia de la Federación de Fútbol de Georgia en 2015. Mamuka Mdinaradze, secretaria ejecutiva de Sueño Georgiano, defendió las calificaciones de Kavelashvili, argumentando que el amor por el país y las competencias básicas no requieren un diploma, y señaló que muchas constituciones, incluida la de Georgia, no exigen educación superior para los cargos públicos. Mdinaradze criticó a los líderes anteriores con títulos universitarios por no haber logrado desarrollar el país y expresó su confianza en Kavelashvili como un líder no partidista que priorizaría los intereses de Georgia, unificaría la nación y evitaría servir a agendas extranjeras.
La postulación de Kavelashvili como candidato presidencial del partido gobernante ha provocado fuertes críticas por parte de la oposición, que acusan a la dirección del partido de «socavar la democracia y faltar el respeto al pueblo georgiano». Los críticos sostienen que la postulación desacredita las instituciones democráticas del país, daña sus relaciones con Occidente y lo califican como el «antioccidental más destacado». Algunos también han cuestionado las calificaciones y la educación de Kavelashvili, acusando al partido gobernante de impulsar una agenda divisiva que corre el riesgo de aislar aún más a Georgia de sus aliados occidentales. Además, la oposición cuestiona la legitimidad de la composición parlamentaria y de las elecciones presidenciales planeadas, y algunos las describen como inconstitucionales y una traición a las tradiciones democráticas georgianas.
En respuesta a estas críticas, Salomé Zourabichvili, condenó las elecciones previstas como "ilegítimas" e "inconstitucionales", calificándolas de "parodia" sin "ninguna conexión con ningún proceso político". Argumentó que las elecciones eran un insulto a las tradiciones, la historia y la cultura georgianas, y las consideró "inaceptables".
En su intervención en el Parlamento tras su nombramiento en noviembre, Kavelashvili declaró: "Nuestra sociedad está dividida", y afirmó que la "radicalización y polarización" del país se alimenta desde el extranjero. Acusó a la presidenta saliente, que ha dicho que se negará a dejar su cargo hasta que se celebren nuevas elecciones, de violar la constitución y declaró que él "devolvería la presidencia a su marco constitucional".
Debido al continuo boicot de los partidos de oposición a los resultados de las elecciones parlamentarias, ningún candidato fue nominado por otros partidos aparte de Sueño Georgiano, dejando a Kavelashvili como el único candidato a la presidencia.

## Sistema electoral

### Cambios constitucionales de 2017
El 26 de septiembre de 2017, el Parlamento de Georgia adoptó las enmiendas constitucionales, que entraron en vigor en diciembre de 2018, después de la toma de posesión de Salomé Zourabichvili como Presidenta. Como resultado de la reforma constitucional, la elección directa del presidente por voto popular fue abolida y reemplazada por un sistema de elección indirecta a través de un Colegio Electoral de 300 miembros, incluidos los 150 diputados, los 20 representantes del Consejo Supremo de la República Autónoma de Abjasia, los 21 miembros del Consejo Supremo de la República Autónoma de Adjara y 109 electores que representan a los órganos del autogobierno, asignados a los partidos en proporción al apoyo recibido en las elecciones locales . El nuevo sistema electoral está vigente para esta elección y en las siguientes. El presidente es elegido sin debate previo en el pleno del Parlamento mediante votación abierta.
El Presidente desempeñará su cargo durante un período de cinco años y podrá ejercerlo durante un máximo de dos mandatos. La edad para ser presidente aumentó de 35 a 40 años. Los requisitos de residencia también han cambiado: un candidato presidencial debe haber vivido en Georgia durante al menos 15 años. Sin embargo, ya no se exige que un candidato haya vivido en Georgia durante los últimos tres años antes de la elección.

### Composición del Colegio Electoral
Se requiere un grupo de al menos 30 electores para nominar al candidato presidencial al Colegio Electoral. Cada elector tiene derecho a nominar y votar por un solo candidato. Se requieren 200 votos para elegir al Presidente. Sin embargo, si ningún candidato logra obtener 200 votos, se celebra una segunda vuelta entre los dos candidatos con más votos. En la segunda vuelta, el ganador será el que obtenga más votos que el otro candidato.
| Delegación             | Sueño Georgiano | Unidad - Movimiento Nacional | Para Georgia | Georgia Fuerte | Coalición para el Cambio | Independiente | Total |
| ---------------------- | --------------- | ---------------------------- | ------------ | -------------- | ------------------------ | ------------- | ----- |
| Representantes locales | 109             | 0                            | 0            | 0              | 0                        | 0             | 109   |
| Abjasia                | 0               | 0                            | 0            | 0              | 0                        | 20            | 20    |
| Adjaria                | 13              | 4                            | 2            | 1              | 1                        | 0             | 21    |
| Parlamento             | 89              | 16                           | 12           | 14             | 19                       | 0             | 150   |
| Total                  | 211             | 20                           | 14           | 15             | 20                       | 20            | 300   |
| Fuente:                |                 |                              |              |                |                          |               |       |

Debido a las protestas de la oposición contra los resultados de las elecciones parlamentarias georgianas de 2024 y al boicot parlamentario por parte de los partidos de la oposición, en estas elecciones no hubo representantes locales ni participantes de la oposición. Debido a que la oposición se negó a nominar a sus 55 representantes locales al Colegio Electoral, estos escaños fueron para el partido Sueño Georgiano, lo que le permitió aumentar su representación a 211 escaños. 
Además, dos miembros del Consejo Supremo de la República Autónoma de Abjasia han anunciado su boicot y no participarán.
Durante las elecciones, la miembro del Consejo Supremo de Abjasia, Ada Marshania, criticó a los electores y declaró que no votaría por Kavelashvili. 

### Fecha
El 26 de noviembre de 2024, el Parlamento fijó la fecha de las elecciones para el 14 de diciembre. 

## Reformas a los poderes presidenciales
Los poderes del presidente se han visto limitados como resultado de la reforma constitucional de 2017. El presidente ya no tiene poder para realizar negociaciones internacionales con países extranjeros. El presidente tendrá poderes reducidos en tiempos de guerra, ya que la decisión sobre el uso de las fuerzas armadas  la tomará únicamente el primer ministro y será necesario que el presidente obtenga el consentimiento del primer ministro para declarar la ley marcial o el estado de emergencia; además, el Consejo de Defensa Nacional, un órgano consultivo del presidente, perderá su carácter permanente y solo se reunirá en tiempos de ley marcial.Aunque el presidente sigue siendo el jefe del Estado, el comandante en jefe y el representante en las relaciones exteriores, su función ya no garantiza “el funcionamiento de los órganos del Estado en el ámbito de los poderes otorgados por la Constitución”, además de perder el derecho “a solicitar que se discutan asuntos particulares en la sesión del Gobierno y a participar en la discusión”. 
Según una nueva ley aprobada en febrero de 2024, el presidente del Parlamento, en lugar del presidente, nomina y abre el concurso para la elección del Presidente de la Comisión Electoral Central (CEC) y sus miembros profesionales. El Parlamento requiere una supermayoría de tres quintos (90 votos) en la primera vuelta para elegir candidatos. En caso de no tener éxito, en la siguiente ronda se podrá recurrir a una mayoría simple (76 votos), permitiéndose dos intentos. Si ambos intentos fallan, el presidente obtiene la autoridad para nombrar al presidente/miembro del CEC. La ley también estipula que los miembros de la CEC cumplen un mandato completo de cinco años, incluso si son elegidos con un cuórum menor.

## Resultados
En el día de la elección, de un total de 300 electores compuesto por diputados nacionales y municipales, 69 de la oposición no se presentaron y tres miembros del Consejo Supremo de Abjasia se unieron al boicot opositor, lo que resultó en un total de solamente 224 electores. El anunció de los resultados fue leído por el jefe de la Comisión Electoral, Giorgi Kalandarishvili, quien indicó que el candidato de Sueño Georgiano, Mijeil Kavelashvili, había ganado la elección presidencial con un total de 224 votos, convirtiéndose así, en el presidente electo de Georgia.

## Reacciones a los resultados

### Nacionales
La presidenta saliente, Salomé Zurabichvili, rechazó la legitimidad de las elecciones y se unió a la manifestación opositora que protestaba contra la votación presidencial a las afueras del parlamento. Aseguro que no entregaría su cargo hasta la celebración de nuevas elecciones.

### Internacionales
- Bielorrusia: El presidente bielorruso, Aleksandr Lukashenko, felicitó a Kavelashvili por su elección como Presidente y expresó su confianza en que la renovada cooperación entre Bielorrusia y Georgia fortalecerá las relaciones bilaterales.[48]
- Armenia: El Primer Ministro, Nikol Pashinián, y el presidente, Vahagn Khachaturyan, felicitaron a Kavelashvili por su elección como Presidente.[49][50]
- Azerbaiyán: El Presidente, Ilham Aliyev, felicitó a Kavelashvili por su elección como Presidente y expresó su confianza en el fortalecimiento de los lazos bilaterales entre ambos países.[51]
- Serbia:  El presidente, Aleksandar Vučić, felicitó a Kavelashvili por su elección como presidente y le extendió una invitación para que visite Serbia.[52]